# ریچارد بنت (گیتاریست)
ریچارد بنت (انگلیسی: Richard Bennett؛ زادهٔ ۲۲ ژوئیهٔ ۱۹۵۱) یک موسیقی‌دان اهل ایالات متحده آمریکا است.